# Кастельяр-де-Сантьяго
Кастельяр-де-Сантьяго (ісп. Castellar de Santiago) — муніципалітет в Іспанії, у складі автономної спільноти Кастилія-Ла-Манча, у провінції Сьюдад-Реаль. Населення — 2223 особи (2010).
Муніципалітет розташований на відстані близько 210 км на південь від Мадрида, 75 км на південний схід від Сьюдад-Реаля.

## Демографія
Динаміка населення (INE ):

## Галерея зображень

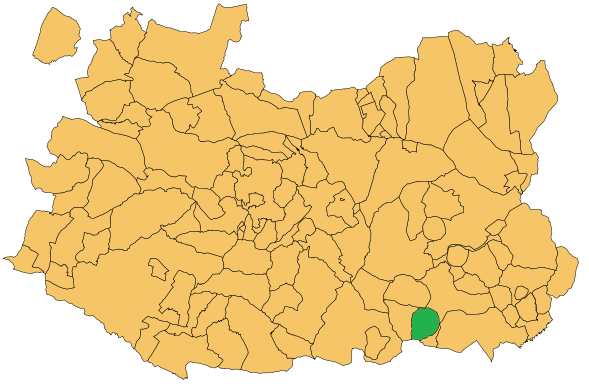
Розташування муніципалітету у провінції Сьюдад-Реаль